# Takao Saito (cineasta)
Takao Saito (斎藤孝雄?   5 de marzo de 1929, Kioto, Japón) es un director de fotografía japonés, colaborador frecuente del director Akira Kurosawa. Fue nominado al Oscar como mejor Director de fotografía por su trabajo en la película Ran (1985).

## Filmografía parcial
- The Lost Word of Sinbad (1963)
- High and Low (1963)
- Red Beard (1965)
- Dodes'ka-den (1970)
- Kagemusha (1980) (La sombra del guerrero)
- Ran (1985) (Caos)
- Konna yume wo mita (1990) (Sueños)
- Rhapsody in August (1990)
- Madadayo (1993)